# Park Yong-ho
Park Yong-ho (25 de março de 1981) é um futebolista profissional sul-coreano que atua como defensor.

## Carreira
Park Yong-ho representou a Seleção Sul-Coreana de Futebol nas Olimpíadas de 2004.

## Títulos
FC Seoul
- K League: 2000, 2010